# Mittageisen (chanson)
Pour le groupe de Cold wave suisse, voir Mittageisen (groupe).
 (août 2016).
Si vous disposez d'ouvrages ou d'articles de référence ou si vous connaissez des sites web de qualité traitant du thème abordé ici, merci de compléter l'article en donnant les références utiles à sa vérifiabilité et en les liant à la section « Notes et références ».
Singles de Siouxsie and the Banshees
Playground Twist
(1979) Happy House
(1980)
Mittageisen est une chanson du groupe anglais de post-punk Siouxsie and the Banshees. Elle apparaît pour la première fois sur le premier album du groupe, sorti en 1978, The Scream, avec comme titre Metal Postcard (Mittageisen). La chanson est réenregistrée en 1979, cette fois avec les paroles chantées en allemand, et réalisée en tant que single en Allemagne de l'Ouest. Plus tard, en septembre de la même année, elle est distribuée au Royaume-Uni par le label Polydor.

## Origine
Le titre Mittageisen est un jeu de mots fondé sur les mots allemands mittagessen (littéralement : repas de midi) et eisen (fer). Le titre est inspiré du photocollage de John Heartfield, Hurrah, die Butter ist Alle ! (Hourra le beurre est fini !) qui fut également utilisé comme couverture du single.
Le photocollage de Heartfield était initialement utilisé en première page du Arbeiter Illustrierte Zeitung (Le Journal illustré des travailleurs), publié le 19 décembre 1935. Heartfield (1891-1968) était un des premiers membres du Club Dada, qui débuta en 1916 comme le Cabaret Voltaire à Zürich. La photo titrée Hurrah, die Butter ist Alle ! (hourra le beurre est fini !) montre une famille mangeant différentes pièces de métal. L'élément déclencheur de cette œuvre fut une citation d'Hermann Göring : « Le fer a toujours fait une nation forte, le beurre et le lard ont seulement rendu les gens gras ».

## Écriture et enregistrement
Mittageisen a été composé par Siouxsie Sioux, John McKay, Kenny Morris et Steven Severin : Les paroles ont été traduites en allemand par leur manager, Dave Woods, et une femme nommée Renate. Le single est dédié à John Heartfield.
La face B, Love in a Void, a été composée par Siouxsie Sioux et l'ancien guitariste des Banshees, Peter Fenton. Le morceau était un favoris des premiers lives, c'est également la première chanson de leur première John Peel session, enregistrée à la fin de novembre 1977. Love in a Void n'avait pas été enregistré avant sa diffusion par Polydor.

## Sortie
Mittageisen est sorti en single au Royaume-Uni en septembre 1979 chez le label Polydor. Le disque a été promu comme une sortie de double face-A à l'époque, mais seule Mittageisen est entré dans les charts au Royaume-Uni, où il a atteint la place 47. Néanmoins, Love in a Void, et non Mittageisen a été inclus sur la compilation de 1981 des singles du groupe, Once Upon a Time : The Singles, qui compilait toutes leurs faces-A jusqu'à cette période, et plus tard sur l'édition remasterisée de 2006 de Join Hands. La face-A putative Mittageisen apparaîtra plus tard sur la compilation de faces-B du groupe : Downside up.

## Reprises et références culturelles
Mittageisen a été reprise et samplée par Massive Attack sous le nom Superpredators (Metal postcard) en 1997, pour la bande-son du film Le Chacal.
Le groupe de Black metal Darkthrone a enregistré une reprise de Love in a Void sur leur EP : Too Old, Too Cold, sorti en 2006.
Le groupe suisse Mittageisen est nommé d'après cette chanson.
| 1. | Mittageisen (Metal Postcard) |  |

| 1. | Love in a Void |  |

## Personnel
Siouxsie and the Banshees
- Siouxsie Sioux
- John McKay
- Kenny Morris
- Steven Severin

Techniciens
- Nils Stevenson – production
- Mike Stavrou – production